# Numa Coste
Numa Coste, né le 28 août 1843 à Aix-en-Provence, où il est mort le 10 juin 1907, est un artiste-peintre, critique d'art, journaliste et historien de l'art français.

## Biographie
Numa Coste, clerc de notaire à Aix-en-Provence, suit les cours du soir de l'école de dessin de cette ville avant de s'engager dans l'armée en 1862. Il démissionne à la suite d'un héritage en 1875,.
Il est cofondateur de la revue L'Art Libre avec Émile Zola, Étienne Dujardin-Beaumetz, Paul Alexis et Marius Roux en 1880.
Numa Coste arrête de peindre à partir de 1885 pour se consacrer à l'archéologie, la critique d'art et l'histoire de l'art, et devient rédacteur au Sémaphore de Marseille, dans lequel il écrit aussi sous le pseudonyme de « Pierre Tournel », il collabore également à différentes revues provençales, les Annales de la Société d'études provençales, Le Mémorial d'Aix, la Revue historique de Provence, et publie plusieurs revues d'histoire provençale.
Il tient également une correspondance suivie avec Émile Zola.

Dans sa jeunesse (en 1862), Paul Cézanne, dont Numa Coste deviendra l'ami, écrit à Charles Pénot : 

« Le jeune Coste, bizarre bipède, à la face problématique, m’accompagne tous les matins au paysage et me sature de mille avanies diverses qu’il multiplie à chaque minute. Le malheureux, joignant déjà à sa double vocation de rapin et de clerc de notaire, la manie – manie la plus absurde et la plus insupportable de toutes – de faire des vers. »

— Paul Cézanne, Lettre autographe signée, adressée à son ami Charles Pénot (1862)

## Peintures
- Le Barrage de Jaumegarde, 1862, dédicacée au Dr J. Émile Zola, œuvre non localisée[5].
- L'Estaque, 1862, dédicacée au Dr J. Émile Zola, œuvre non localisée[5].

## Publications
- Documents inédits sur le mouvement artistique à Aix au XVe siècle, Réunion des sociétés des Beaux-Arts des départements, XVIII, 1893, p. 691-693[6].
- Documents inédits sur le mouvement artistique au XVe siècle à Aix en Provence, Paris, Nourrit et Cie, 1894[7].
- Les Architectes, sculpteurs et maîtres d'œuvre de l'église Saint-Sauveur d'Aix-en-Provence au XVe siècle, Paris, Nourrit et Cie, 1894[8].
- Le Portail et les grandes portes de l'église Saint-Sauveur, Paris, Nourrit et Cie, 1896[9].
- Le Peintre Laurent Fauchier (1643-1672), Plon-Nourrit, 1900[10],[1].
- Les Tombeaux des comtes de Provence à Saint-Jean-de-Malte, Makaire, 1902[11].
- L'Ancien Couvent des Récollets d'Aix, Aix-en-Provence, Makaire, 1904[12].
- Les origines de l'École et du musée d'Aix-en-Provence, réunion des Sociétés des Beaux-Arts, 1905[13].